# Mission Old Brewery
 (août 2018).
La Mission Old Brewery, fondée en 1889, est la plus grande ressource pour hommes sans-abri au Québec et ainsi que la plus grande pour femmes sans-abri au Canada.
La Mission a pour but d’aider les personnes itinérantes à sortir de la rue en misant sur les programmes de transition, les services adaptés en santé physique et mentale, l’accès au logement abordable, la sensibilisation, l’acquisition de connaissances, tout en offrant des services d’urgence nécessaires à la survie de plus de 4 000 hommes et femmes sans-abris chaque année à Montréal.